# Projet Lakhta
Le projet Lakhta est un projet lancé initialement par Evgueni Prigojine dans le but de manipuler les opinions publiques des pays ciblés, d'abord la Russie, puis les États-Unis avant de passer à l'Afrique.

## L'Internet Research Agency
Révélée en 2013, l'IRA est située à Saint Pétersbourg. Il s'agit de la structure dotée des capacités techniques qui opère dans le projet Lakhta. Elle est dirigée et financée par Evgueni Prigojine, un proche de Vladimir Poutine. Elle passe à son décès sous le contrôle des services de sécurité russes, le FSB. Son objectif est de manipuler l'opinion américaine à travers des milliers de faux comptes sur les réseaux sociaux ; c'est l'usine à trolls russe. Elle s'est d'abord essayé à la manipulation des opinions au sein de la société russe, soutenant notamment  le 3e mandat de Vladimir Poutine. Son existence est révélée par une enquête de Novaya Gazeta. Les journalistes dépeignent une entreprise ayant pignon sur rue, très organisée et recrutant par des offres d'emploi tout à fait transparentes. D'autres sociétés russes accompagnent l'IRA dans sa guerre informationnelle.

## Les élections américaines de 2016 et 2018
Ce  projet est identifié et confirmé en 2015, notamment par les services américains lors de l'élection présidentielle américaine de 2016. Son objectif est de saper la confiance des américains dans leur système politique et leurs institutions notamment sur des thématiques comme l'immigration, les armes à feu, les relations raciales ou les questions LGBT. Des milliers de comptes pilotés depuis Saint Pétersbourg sont créés sur les réseaux sociaux, qui se font passer pour des citoyens américains et interviennent dans les débats de société américains,,. La propagande russe soutient la candidature de Donald Trump contre celle d'Hilary Clinton.
L'opération sera poursuivie lors des élections de mi-mandat de 2018. Entre 2016 et 2018, le projet Lakhta allouera 35 millions de dollars à cette opération et 10 millions de dollars de janvier à juin 2018. L'argent servait à financer les activistes aux commandes des comptes créés sur les réseaux sociaux et à payer des publicités sur les réseaux sociaux ciblant les thématiques liées aux sujets de société américains.
Elena Khousainova, comptable de  l'opération travaillant en lien avec Evgueni Prigojine sur ce projet, sera inculpée en février 2018, ainsi que 12 autres ressortissants russes dont Evgueni Prigojine lui-même,,.
Lors de l'audition de Mark Zuckerberg devant le comité d'enquête du Sénat des États-Unis le 30 octobre 2017, ce dernier évaluera à 126 millions, le nombre d'américains exposés en 2016 aux activités de l'IRA. Dans ces activités, l'IRA va jusqu'à organiser des événements Facebook, comme des  manifestations en faveur de Donald Trump. Les opérations du projet Lakhta pour les élections américaines représentent 80 000 publications Facebook gérées par 120 pages, 120 000 publications Instagram, 200 000 tweets générés par 2 572 comptes Twitter.

## L'Afrique
A partir de 2021, l'IRA se déploie en Afrique avec pour objectif de déstabiliser les opinions publiques des pays visés     et accusant la France de mobiliser des soldats africains pour combattre en Ukraine. C'est la France qui est accusée de néocolonialisme et devient l'ennemi numéro 1 devant les groupes djihadistes qui déciment la région depuis plus de 10 ans,.
Pour ses opérations africaines, l'IRA s'appuie sur des armées de trolls décentralisées et des influenceurs africains qui diffusent le narratif produit à Saint Pétersbourg. Cela permet de coller aux cultures locales et nécessite de faire confiance aux francophones qui détiennent les codes
Les Wagner Leaks permettent aux journalistes de mettre en évidence les objectifs et l'implication du groupe Wagner en Afrique à travers plus de 2500 documents. Le projet Lakhta accompagne les soldats du groupe Wagner au fur et à mesure de leur avancée en Afrique avec des campagnes anti-occidentales exacerbant le sentiment anti-français. En 2023, le projet Lakhta couvre 23 pays africains.

## TheAfrican Initiative
A la mort d'Evgueni Prigojine, l'IRA passe la main à une nouvelle structure aux mains de Viktor Lukovenko, l'African Initiative, créée en septembre 2023 à Moscou. Les dirigeants de l'African Initiative sont proches des services de sécurité russes (FSB). Les moyens déployés utilisent la même structure que pour l'IRA : des fermes de trolls appuyés par des influenceurs locaux qui font vivre des comptes sur Facebook, Twitter, Telegram et déversent des contenus destinés à manipuler les opinions publiques des pays concernés en Afrique. Mais, alors  que l'IRA fonctionnait clandestinement en Afrique, l'African Initiative joue à visage découvert. La structure s'affiche comme une agence de presse russe spécialisée dans les événements liés à la décolonisation,,. L'African Initiative a recyclé les salariés des différentes entités de l'IRA. Elle se déploie au début sur les pays de l'Afrique sahélienne : Mali, Niger et Burkina Faso qui ont subi des coups d'état récents. Les campagnes sont accompagnées de médias (chaînes Telegram par exemple) qui perdurent dans le temps, déployés en français, anglais, russe et arabe. L'attaque n'est plus dirigée spécifiquement sur la France mais sur les États-Unis, avec des récits où les États-Unis sont identifiés comme utilisant le territoire africain pour développer et tester des armes biologiques sur les populations africaines.
Au delà des opérations d'influence utilisant les fermes à trolls, l'African Initiative est utilisée pour des opérations de soft power comme des initiatives culturelles et sportives. Avec toujours en arrière plan l'affirmation de la présence russe. Ainsi les matchs de foot organisés à l'initiative de l'African Initiative commencent par l'hymne national russe alors que des drapeaux russes flottent dans l'enceinte du stade,.